# Mađarska rukometna reprezentacija
Mađarska rukometna reprezentacija predstavlja državu Mađarsku u športu rukometu.

## Nastupi naSP
- prvaci:
- doprvaci: 1986.
- treći:

## Nastupi naEP
- prvaci:
- doprvaci:
- treći:

## Vanjske poveznice
- Mađarski rukometni savez  Arhivirana inačica izvorne stranice od 8. veljače 2008. (Wayback Machine)